# LipB
LipB là một nhóm nhạc nữ Việt Nam. Nhóm hiện tại gồm có 3 thành viên là: Liz, Annie Thu Thủy, Rosy. Nhóm được thành lập và quản lý bởi công ty 6th Sense Entertainment.

## Tên gọi
Tên gọi LipB là viết tắt của "Light In Pandora BOX" - tạm dịch là tia sáng nhỏ nhưng mãnh liệt trong thị trường giải trí. Tên fanclub của nhóm là NAMY được lấy từ các chữ cái đầu trong tên các thành viên. Sau này, khi thay đổi đội hình, nhóm vẫn giữ nguyên tên fanclub với lí do giống như tình yêu của nhóm dành cho fan, luôn "trước sau như một."

## Lịch sử
LipB được thành lập vào năm 2016 bởi công ty 6th Sense Entertainment do Ông Cao Thắng và Đông Nhi đào tạo gồm 4 thành viên là 4 cô gái xinh đẹp và tài năng: Na Whan, Annie Thu Thủy, Mei và Yori Huỳnh Nga. LipB mang đến một hình ảnh đặc trưng của nhóm nhạc thần tượng Hàn Quốc thu hút sự quan tâm của giới trẻ. Nhóm được thành lập với kỳ vọng trở thành một tia sáng mãnh liệt ở trong thị trường giải trí Việt Nam. Để có thể hoàn thiện đội hình 4 người, Annie, Mei, Yori và Na Whan đã phải vượt qua gần 2.000 thí sinh trong cuộc tuyển chọn gắt gao We need you do 6th Sense Entertainment tổ chức vào tháng 8/2015.
Trước khi gia nhập LipB, Na Whan đã được đạo diễn Phan Lên phát hiện và mời tham gia vai nữ chính trong MV Gạt Đi Nước Mắt của Noo Phước Thịnh và Tony Việt. Cô cũng từng xuất hiện trong MV Vì Điều Gì Phải Rời Xa của Ưng Đại Vệ và LK, Vì Ai Vì Anh của Đông Nhi. Đặc biệt, khi làm việc cùng ê-kíp trong MV Vì Ai Vì Anh, Ông Cao Thắng đã vô tình nghe được một đoạn của ca khúc tiếng Hàn mà Na Whan hát vu vơ trong lúc quay hình trên cánh đồng cỏ. Sau đó nam ca sĩ quyết định mời cô tham gia chương trình tuyển chọn thực tập sinh và trở thành thành viên chính thức cuối cùng của LipB vào tháng 9/2015.
Trước khi gia nhập LipB, Annie Thu Thủy từng là thành viên chủ chốt trong vũ đoàn Bước Nhảy. Cô từng xuất hiện trong MV Bad Boy, Vì Ai Vì Anh của Đông Nhi với vai trò là vũ công của vũ đoàn Bước Nhảy.
Trước khi gia nhập LipB, Mei đã tham gia MV Boom Boom của Đông Nhi với vai trò là rapper.
Năm 2018, thành viên Na Whan chính thức rời nhóm vì lý do sức khỏe. Sau khi cô rời đi, 6th Sense Entertainment thông báo rằng thành viên Rosy sẽ được thêm vào để bổ sung cho vị trí của Na Whan.
Tháng 10/2019, thành viên Mei cũng chính thức rời nhóm với lý do muốn dành thời gian cho gia đình, LipB tạm đóng băng hoạt động. Sau khi cô rời đi, 6th Sense Entertainment thông báo rằng thành viên Liz sẽ được thêm vào để bổ sung cho vị trí của Mei.
Trước khi gia nhập LipB, Liz đã từng là thực tập sinh cũng như vũ công của nhóm nhảy St.319. Cùng với các vũ công của St.319, Liz từng đạt giải nhất cuộc thi nhảy cover 'Twinkle' của SM Entertainment, 'Like This' của JYP Entertainment và 'Loving You' của Starship Entertainment,... Trước đó, Liz cũng từng trực thuộc dự án nhóm nữ của St.319 cùng với Amee và một vài thực tập sinh khác. Khi dự án nhóm nhạc nữ của St.319 không thành, Liz rời công ty. Thông qua sự giới thiệu của Lục Huy(Uni5) - một người bạn từng cùng hoạt động dưới trướng St.319, Liz đã gặp Ông Cao Thắng, casting trở thành một mảnh ghép của LipB. Ngoài ra, cô cũng từng xuất hiện trong MV You & I của Cường Seven, Get High của Lưu Hương Giang, Con Gái Có Quyền Điệu của Hari Won, Baby I Told U và Giữ Lấy Làm Gì của Monstar, Tình Yêu Tuyệt Vời của S.T Sơn Thạch và Có Tất Cả Nhưng Thiếu Anh của Erik. Liz còn góp mặt trong một số bộ phim web drama, dự án quảng cáo cho các hãng game online.
Đầu tháng 3/2021, 6th Sense Entertainment thông báo thành viên Yori đã rời nhóm và xác nhận đội hình của LipB chỉ còn lại 3 thành viên là Liz, Annie Thu Thủy và Rosy.
Tháng 1/2024, Liz đã rời nhóm và hiện đang hoạt động dưới sự quản lý của công ty The First Management.

## Sự nghiệp
LipB ra mắt vào ngày 11 tháng 5 năm 2016 với MV Love You Want You mang đậm phong cách Hàn Quốc. Trước đó, bản Audio của Love You Want You đã thu về hơn 1 triệu lượt nghe trên 1 trang nhạc online sau 4 ngày phát hành. Ca khúc cũng đạt được hơn 10 triệu lượt xem trên youtube.
Ngày 28 tháng 6 năm 2016, nhóm tiếp tục ra mắt MV Số Nhọ. Ngoài ra, bản audio của ca khúc Số Nhọ cũng đạt được 2 triệu lượt nghe trên 1 trang nhạc online sau 4 ngày phát hành. Ca khúc cũng đạt được hơn 20 triệu lượt xem trên youtube và được chọn để xuất hiện trong bộ phim kinh dị chiếu rạp 'Sinh nhật chết chóc'.
Năm 2017, LipB ra mắt MV Anh Ơi Anh À.
Năm 2019, với đội hình mới LipB đã trở lại sau 2 năm vắng bóng với MV Đớp Thính Chưa Nà.
Ngày 31 tháng 12 năm 2019, LipB có màn trình diễn cuối năm tại sự kiện âm nhạc chia tay tại Huế.
Ngày 17 tháng 1 năm 2020, LipB làm khách mời biểu diễn trong chương trình Đêm Yêu Thương tại trường THPT Trịnh Hoài Đức tại Bình Dương để gây quỹ từ thiện.
Ngày 8 tháng 1 năm 2020, LipB ra mắt MV Giải Nghiệp.
Tháng 3/2020, LipB kết hợp với Ninh Dương Lan Ngọc, Liên Bỉnh Phát, Jun Phạm, Đức Phúc, Han Sara, Trọng Hiếu, Trung Quân Idol, Uni5, Hồ Quang Hiếu, Tạ Quang Thắng, Đinh Mạnh Ninh ra mắt MV Việt Nam Sẽ Chiến Thắng.

## Thành viên
| Nghệ danh           | Nghệ danh           | Tên khai sinh          | Tên khai sinh       | Ngày sinh           | Vị trí                                     | Quốc tịch           | Fanclub             |
| Latinh              | Hangul              | Tiếng Việt             | Hangul              | Ngày sinh           | Vị trí                                     | Quốc tịch           | Fanclub             |
| Thành viên hiện tại | Thành viên hiện tại | Thành viên hiện tại    | Thành viên hiện tại | Thành viên hiện tại | Thành viên hiện tại                        | Thành viên hiện tại | Thành viên hiện tại |
| ------------------- | ------------------- | ---------------------- | ------------------- | ------------------- | ------------------------------------------ | ------------------- | ------------------- |
| Annie               | 애니                | Nguyễn Thị Thu Thủy    | 원이수수            | 25 tháng 12, 1997   | Leader, Main Vocal, Lead Dancer            | Việt Nam            | Bơ (Avocado)        |
| Rosy                | 현미                | Mai Huyền My           | 매현미              | 12 tháng 12, 2000   | Lead Vocal, Maknae                         | Việt Nam            | Springbar           |
| Thành viên cũ       |                     |                        |                     |                     |                                            |                     |                     |
| Na Whan             | 나완                | Nạp Vạn                | 나완                | 3 tháng 9, 1993     | Lead Vocal, Visual                         | Hàn Quốc / Đài Loan | Jeidi               |
| Mei                 | 메이                | Nguyễn Trần Thảo Quyên | 원진초견            | 14 tháng 2, 1995    | Main Rapper, Main Dancer                   | Việt Nam            | Meow                |
| Yori                | 요리                | Lê Võ Huỳnh Nga        | 려우황아            | 2 tháng 3, 1995     | Main Vocal, Lead Rapper, Visual            | Việt Nam            | Yoridesu            |
| Liz                 | 리즈                | Ngụy Thùy Linh         | 위서영              | 30 tháng 11, 1995   | Main Rapper, Main Dancer, Vocalist, Center | Việt Nam            | Mililit             |

## Danh sách phim

### Web-drama
| Năm  | Tên phim                     | Thành viên | Vai diễn       | Đạo diễn                    | Kênh                              |
| ---- | ---------------------------- | ---------- | -------------- | --------------------------- | --------------------------------- |
| 2015 | Sét đánh một cách rất rụt rè | Liz        | Ngụy Thùy Linh | Vũ Ngọc Phượng (Phoenix Vũ) | 20Ent                             |
| 2016 | Cảm ơn Sensei                | Yori       | Ly             | Vũ Ngọc Phượng (Phoenix Vũ) | Yeah1TV                           |
| 2018 | Em có thích mùa đông         | Liz        | Nhật Hạ        |                             | Liên Quân Mobile eSports - Garena |
| 2020 | Idol tỷ phú                  | Liz        | Amy            | Văn Công Viễn & Joseph Bùi  | POPS drama                        |

### Phim truyền hình
| Năm  | Tên phim             | Thành viên | Vai diễn      | Đạo diễn       | Kênh |
| ---- | -------------------- | ---------- | ------------- | -------------- | ---- |
| 2019 | Chị đại mắc cạn      | Yori       | Oanh / Thương |                |      |
| 2020 | Trói buộc yêu thương | Yori       | Vân           | Lê Hùng Phương | VTV3 |

### Phim điện ảnh
| Năm  | Tên phim          | Thành viên | Vai diễn | Đạo diễn      | Ngày khởi chiếu |
| ---- | ----------------- | ---------- | -------- | ------------- | --------------- |
| 2021 | Mỹ nhân thần sách | Yori       | Lala Lên | Nguyên Phương | 18/2/2021       |

## Video âm nhạc

### Video âm nhạc
| Năm  | Tên                     | Thành viên                | Đạo diễn    | Ngày phát hành | Ghi chú |
| ---- | ----------------------- | ------------------------- | ----------- | -------------- | --- |
| 2016 | Love You Want You       | Annie, Mei, Na Whan, Yori | Phan Lên    | 11/5/2016      | MV debut của nhóm |
| 2016 | Số Nhọ                  | Annie, Mei, Na Whan, Yori | Phan Lên    | 27/6/2016      | |
| 2017 | Anh Ơi Anh À            | Annie, Mei, Na Whan, Yori | Boxamxit    | 16/7/2017      | |
| 2019 | Đớp Thính Chưa Nà       | Annie, Liz, Rosy, Yori    | Gin Trần    | 14/11/2019     | MV đầu tiên với đội hình mới |
| 2020 | Giải Nghiệp             | Annie, Liz, Rosy, Yori    | Nguyễn Khoa | 8/1/2020       | |
| 2020 | Việt Nam Sẽ Chiến Thắng | Annie, Liz, Rosy, Yori    |             | 30/3/2020      | Kết hợp với Ninh Dương Lan Ngọc, Liên Bỉnh Phát, Jun Phạm, Đức Phúc, Han Sara, Trọng Hiếu, Trung Quân Idol, Uni5, Hồ Quang Hiếu, Tạ Quang Thắng, Đinh Mạnh Ninh |

### Video âm nhạc đã xuất hiện
| Năm  | Tên                       | Nghệ sĩ                       | Thành viên     | Album            | Đạo diễn     | Ngày phát hành |
| ---- | ------------------------- | ----------------------------- | -------------- | ---------------- | ------------ | -------------- |
| 2012 | You & I                   | Cường Seven                   | Liz            |                  | Nguyễn Chung | 20/12/2012     |
| 2014 | Bad Boy                   | Đông Nhi                      | Annie          | Phan Lên         | 26/10/2014   |                |
| 2014 | Gạt Đi Nước Mắt           | Noo Phước Thịnh ft. Tony Việt | Na Whan        | Phan Lên         | 18/12/2014   |                |
| 2015 | Vì Điều Gì Phải Rời Xa    | Ưng Đại Vệ ft. LK             | Na Whan        | Phan Lên         | 24/4/2015    |                |
| 2015 | Vì Anh Vì Ai              | Đông Nhi                      | Annie, Na Whan | Phan Lên         | 15/5/2015    |                |
| 2015 | Con Gái Có Quyền Điệu     | Hari Won                      | Liz            |                  | 28/10/2015   |                |
| 2016 | C'mon                     | Uni5                          | Mei, Na Whan   | Phan Lên         | 4/9/2016     |                |
| 2017 | Get High                  | Lưu Hương Giang               | Liz            | Aiden Nguyễn     | 5/7/2017     |                |
| 2018 | Baby I Told U             | Monstar                       | Liz            | Over The Moon    | Khương Vũ    | 29/1/2018      |
| 2018 | Giữ Lấy Làm Gì            | Monstar                       | Liz            | Over The Moon    | Khương Vũ    | 11/6/2018      |
| 2018 | Tình Yêu Tuyệt Vời        | S.T Sơn Thạch                 | Liz            |                  | La Zung      | 17/12/2018     |
| 2019 | Có Tất Cả Nhưng Thiếu Anh | Erik                          | Liz            | Đinh Hà Uyên Thư | 28/7/2019    |                |

## Giải thưởng và đề cử
| Năm  | Giải thưởng              | Hạng mục                              | Đối tượng đề cử   | Kết quả   |
| ---- | ------------------------ | ------------------------------------- | ----------------- | --------- |
| 2016 | Zing Music Awards        | Nghệ sĩ mới của năm                   | LipB              | Đoạt giải |
| 2016 | Giải Mai Vàng            | Nhóm hát được yêu thích nhất          | LipB              | Đề cử     |
| 2016 | POP Music                | MV nhóm nhạc của năm                  | Số Nhọ            | Đoạt giải |
| 2016 | Yan 20 Vpop Music Awadrs | Top 20 MV của năm                     | Số Nhọ            | Đoạt giải |
| 2017 | Giải Mai Vàng            | Nhóm hát được yêu thích nhất          | LipB              | Đề cử     |
| 2017 | Keeng Young Awards       | Nhóm nhạc được yêu thích nhất         | LipB              | Đề cử     |
| 2017 | Zing Music Awards        | Nhóm ca / song ca được yêu thích nhất | LipB              | Đề cử     |
| 2019 | POP Music                | Nhóm nhạc của năm                     | LipB              | Đoạt giải |
| 2019 | POP Music                | MV nhóm nhạc của năm                  | Đớp thính chưa nà | Đề cử     |